# 叶柄龙胆
叶柄龙胆（学名：Gentiana phyllopoda）为龙胆科龙胆属的植物，是中国的特有植物。分布在中国大陆的四川、云南等地，生长于海拔2,600米至3,800米的地区，多生长在山顶以及高山草甸，目前尚未由人工引种栽培。